# Leptasthenura berlepschi
El tijeral colinegro serrano (Leptasthenura berlepschi), también denominado tijeral cordillerano del norte (en Chile), es una especie —o la subespecie Leptasthenura aegithaloides berlepschi, dependiendo de la clasificación considerada—  de ave paseriforme de la familia Furnariidae perteneciente al género Leptasthenura. Es nativa del altiplano andino del centro oeste de América del Sur.

## Distribución y hábitat
Esta especie se distribuye por los Andes del sur de Perú (centro de Puno, este de Tacna), norte de Chile (Tarapacá, Antofagasta), oeste de Bolivia (La Paz al sur hasta Potosí) y noroeste de Argentina (Jujuy al sur hasta Catamarca).
Esta especie habita en los pastizales de la Puna y del Altiplano con matorrales dispersos, especialmente alrededor de poblados. Hasta los 4000 m de altitud.

## Sistemática

### Descripción original
La especie L. berlepschi fue descrita originalmente por el ornitólogo alemán Ernst Hartert en el año 1909, bajo el nombre científico de subespecie: Leptasthenura aegithaloides berlepschi. La localidad tipo es: «Augusto Pericheli, 2550 m, Jujuy, Argentina».

### Etimología
El nombre genérico femenino «Leptasthenura» se compone de las palabras del griego «leptos»: fino, «asthenēs»: débil, y «oura»: cola, significando «de cola fina y débil»; y el nombre de la especie «berlepschi», conmemora al ornitólogo alemán Hans von Berlepsch (1850-1915).

### Taxonomía
Autores anteriores ya sostenían que las variaciones de subespecies permitían suponer que el grupo de subespecies Leptasthenura aegithaloides se trataba de más de una especie. Las clasificaciones Aves del Mundo (HBW) y Birdlife International (BLI) consideran a las subespecies L. a. pallida y L. a. berlepschi, como especies separadas, con base en diferencias morfológicas, de plumaje y de vocalización. Sin embargo, esto no ha sido todavía reconocido por otras clasificaciones.
Las principales diferencias apuntadas por HBW para justificar la separación en relación con L. aegithaloides son: la garganta vagamente gris manchado, y no blanco claro; las estrías pálidas en el manto y el dorso, al menos en la mayoría de los individuos; las partes inferiores y el vientre de color más beige; las cobertoras de la cola pardas teñidas de beige; las alas más largas; y las notas del canto presumido —una larga serie de notas— más cortas, resultando en una relación menor entre la duración de la nota y la duración de la pausa, y con el perfil de la nota muy diferente (corta y arrastrada ascendente y no larga y encrespada). Las diferencias apuntadas en relación con el tijeral colinegro sureño (Leptasthenura pallida) son: el vientre más oscuro, de color más beige; tiene estrías pálidas en el manto y dorso y no solamente en el manto superior; alas más largas; y el canto presumido con notas más cortas, con una relación mucho menor entre la duración de la nota y la duración de la pausa.
Los estudios genético-moleculares indican que el grupo L. aegithaloides (incluyendo la presente y L. pallida) está hermanado con Leptasthenura andicola. Es monotípica.